# Spinomantis phantasticus
Spinomantis phantasticus  (Glaw and Vences, 1997) è una rana della famiglia Mantellidae, endemica del Madagascar.

## Distribuzione e habitat
S. phantasticus è diffuso nel Madagascar orientale, da 500 a 1.200 di altitudine.
Lo si può osservare nel Parco nazionale di Masoala, nel Parco nazionale di Marojejy e nella Riserva speciale di Analamazaotra.